# Kaddish (Aleš Veselý)
Kaddish Aleše Veselého je považován za nejvýznamnější české sochařské dílo druhé poloviny 20. století. Sochu Aleš Veselý vytvořil během prvního ročníku Sympozia prostorových forem v Ostravě roku 1967. Roku 1969 za ni obdržel cenu Matyáše Bernarda Brauna na výstavě Socha a město v Liberci.

## Popis a souvislosti
Sedmimetrová socha ze svařovaných kusů nerezového plechu vznikala ve Vítkovických železárnách od srpna 1967 do května 1968 a poté byla instalována v ostravských Komenského sadech. Původně se jmenovala Modlitba za zemřelého, pojmenování Kaddish dostala až dodatečně. Aleš Veselý do té doby tvořil plastiky ze svařovaného železa, které měly komorní rozměry. Podle vlastních slov vždy snil o velkém měřítku, protože u menších věcí začalo nabývat vrchu zpracování a tam, kde šlo o výraz, se nenápadně vetřela nežádoucí zdobnost. Kaddish tak vlastně představuje maximální rozměr komorní plastiky.
Socha nevznikla jako koncept, ale spontánně, z velmi hlubokých a intimních příčin, jako důsledek nutnosti vyrovnat se se ztrátou otce, který zemřel 12. května 1967. Aleš Veselý do ní postupně integroval nedokončené fragmenty několika jiných soch a práci ukončil přesně po roce, 13. května 1968.Je v ní obsaženo množství detailů, které působí zevnitř a byly v průběhu práce překryty aby zachovaly významy, které jsou čistě osobní. Socha není pouze tryznou, ale kromě smutku a tragiky obsahuje i radostné vzpomínky.

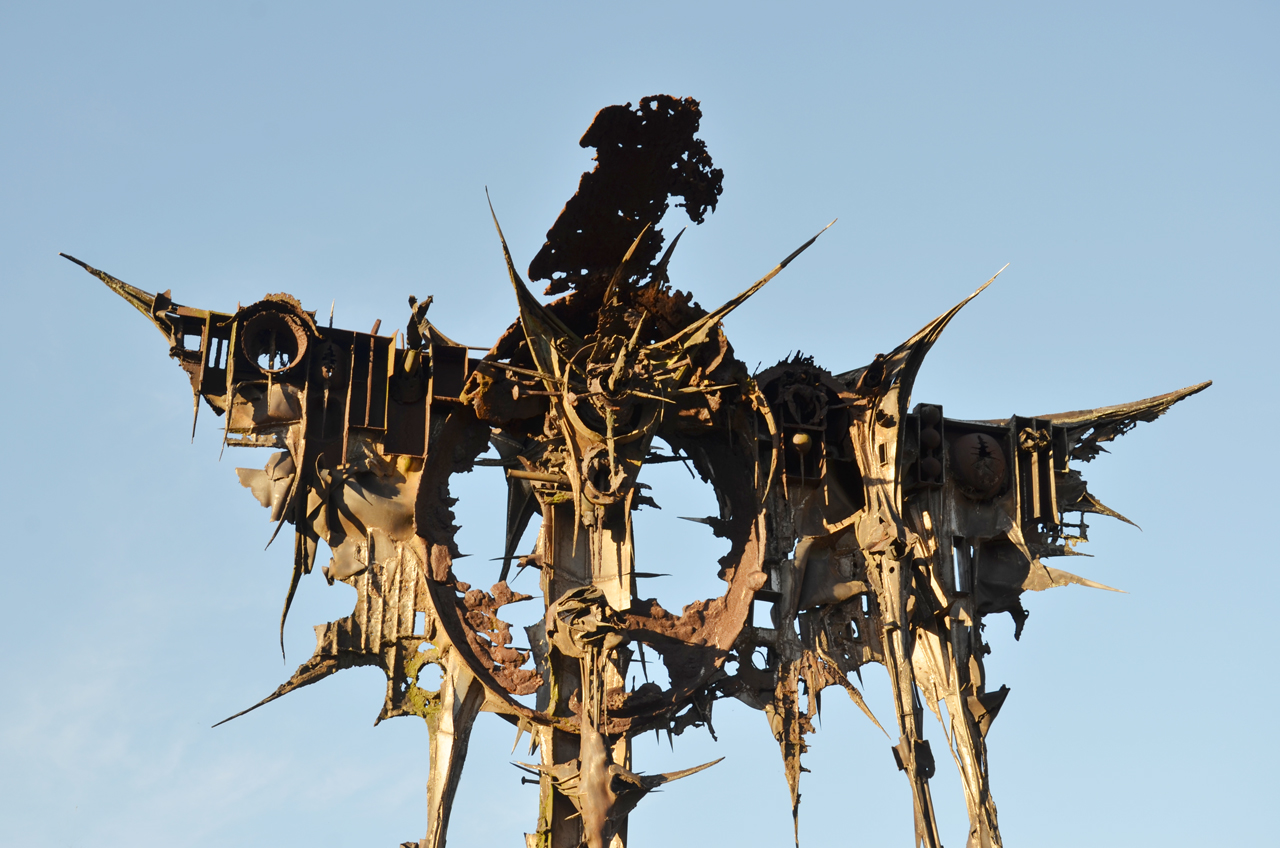
Aleš Veselý, Kaddish (detail)

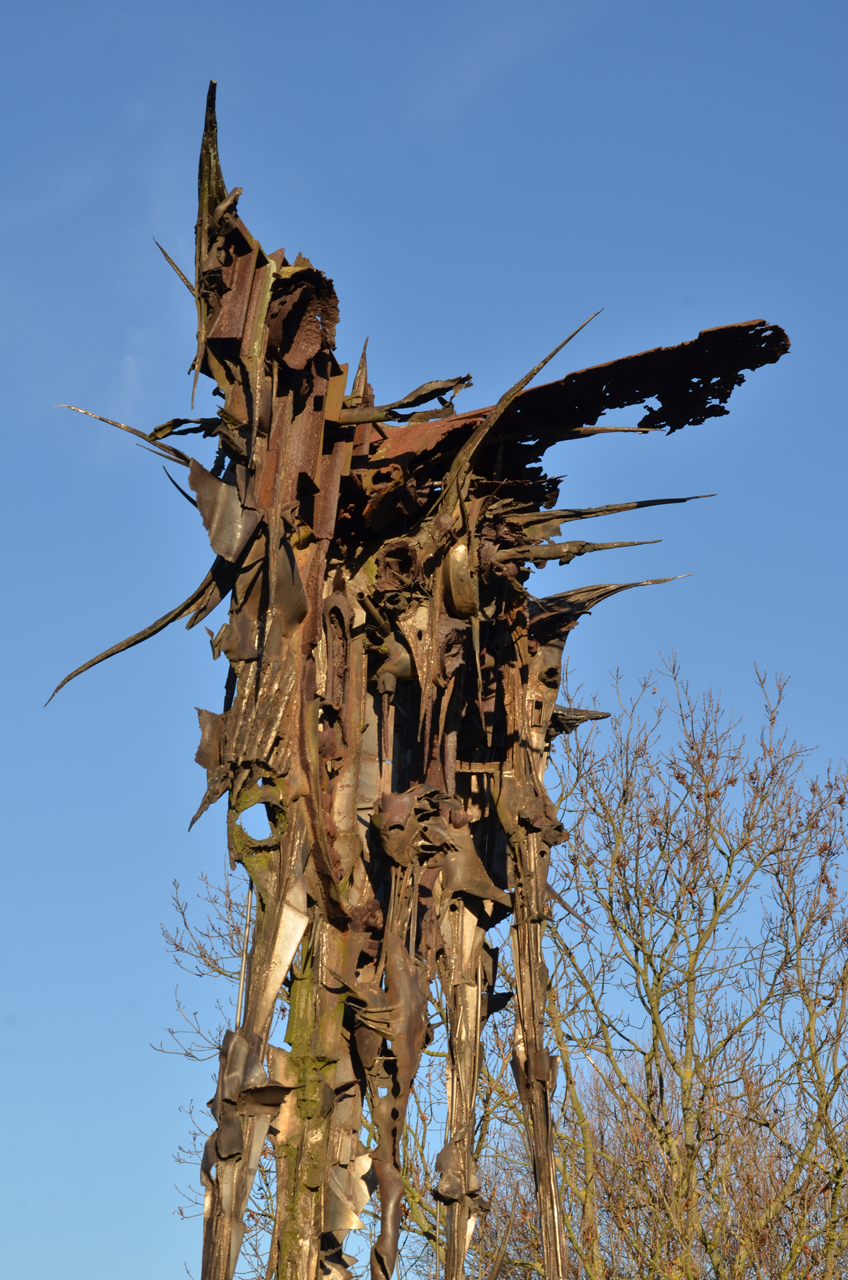
Aleš Veselý, Kaddish (detail) II

Aleš Veselý v rozhovoru s Michalem Schonbergem uvádí, že po dokončení sochy Židle Usurpátor napsal v roce 1965 text, kde popisuje velkou stavbu, která je předobrazem sochy Kaddish.
Uzurpátor (Pomocný text k určení vymezeného prostoru)
…vršení, skládání, snášení a spojování, bujení, narůstání…nemohu unést tu tíhu nad sebou, nad hlavou hnízdo pro ptáky – probitá křídla a pavouci v koutech…
…přidávám okolo, nemohu tam – nemohu – nemohu tam, kde už jsem jednou byl – vidím tam – úží se vchody a brány jsou křivé a sešité šicími stroji, jež prorůstá železo na třech nožkách s ostrými špičkami, u země je trůn na němž nesedím- šplhám nahoru, kde mučené tělo je ukryto stavbou, jež chladí…
Nenalézám žádný jiný moment, kdy mohu věc považovat za definitivně dokončenou, ledaže bych respektoval pouze určitý, vymezený prostor, ale tu opět nenacházím důvodu jej respektovat, když se naskýtá ta veliká příležitost nekonečné stavby. I když se mi zdá, že věc v té určité velikosti je hotová, stále mne to nutí přidávat okolo, rozrůstat ji, spojovat s dalšími a začleňovat do většího celku, jehož se stává částí, zachovávajíc však přitom uzavřenost své výpovědi, která se však dostává do souvislosti s jinou nebo jinými částmi (jež jsou rovněž zároveň samy o sobě), jejichž vzájemné vazby a spojení jsou opět součástí mnohem komplikovanějšího celku, jehož pohyb a rozrůstání se děje všemi směry – jehož nekonečnost se naplňuje směrem ke středu.
…dokončil jsem hnízdo pro ptáky…má mnoho otvorů, kudy lze vniknout dovnitř. Bojím se jenom, zda bude možno najít cestu zpátky, hnízdo je totiž uvnitř velmi složité, zbudované vršením nových hnízd, najednou už hotové, mnoho špičatých tyčí vybíhá do okolního prostoru a otvory pak vniká zase dovnitř a ptáci po nich mohou přecházet a pronikat i do nejskrytějších míst stavby.
Často, když jsem už myslel, že stavba je hotová, pohlédl jsem vzhůru – nekonečné obrovské prázdno klene se nad hlavou, neodbytné, čisté, dokonalé a neopakovatelné ve své jednoduchosti, naplněné vším co bylo před námi i co bude po nás, plné svou nepřetržitou přítomností. Pak vršil jsem dál a stavěl jsem dokola, skládal a spojoval – kam jsem již nedosáhl, tam jsem se provrtal dovnitř i navrch, ničil a přidával.
…hnízdo – labyrint – klec – jsem uvnitř, nemohu ven, zapomněl jsem, nemysle při práci na výstrahu – projdu-li, nevrátím se – a kolem bíle se prostírá obloha…

Právě velkorysost i zjevná síla výrazu sochy vedly vedení podniku k tomu, že původní smlouvu, uzavřenou na dobu trvání sympozia, postupně prodloužilo až do srpna 1968. Aleš Veselý v té době dostal nabídku, která by mu umožnila pokračovat v práci, ale po srpnové invazi již nebylo možné další dohodu uzavřít. Univerzálnost poselství sochy pochopili již během výstavy Socha a město (1969) obyvatelé Liberce, kteří k ní po upálení Jana Palacha pokládali květiny. Cena Matyáše Bernarda Brauna byla udělena „Za znepokojivou a neodbytnou výpověď v podobě lidského osudu, sdělenou přesvědčivým výtvarným výrazem.“
Po výstavě v Liberci se Kaddish opět vrátil na své původní místo do Komenského sadů v Ostravě. Nové normalizační zastupitelstvo Ostravy považovalo sympozium za výsledek nepřijatelných politických tendencí a vzniklou galerii soch chtělo zrušit a sochy přemístit jinam (ve skutečnosti odstranit a sešrotovat). Bylo však vázáno uzavřenou smlouvou a vybídlo tedy výtvarníky, aby svoje sochy odvezli. Aleš Veselý sochu zachránil a přemístil ji do areálu polorozpadlého mlýna ve Středoklukách, který zakoupil koncem roku 1970 se záměrem zřídit zde svou sochařskou dílnu.
Současně se sochou Kaddish vzniklo během ostravského sympozia dalších sedm zhruba třímetrových soch, z nichž Testimony je od roku 1988 trvale umístěna v Olympijském parku v Soulu, Pavoučí věž, navržená pro Terezín, je nyní ve sbírce Muzea umění v Olomouci a Zavěšené břemeno (1968) je instalováno v sochařském parku Národní galerie v Praze v zahradách Anežského kláštera.